# Лавка миров
«Лавка миров» — научно-фантастический рассказ Роберта Шекли, впервые опубликованный в 1959 году в журнале «Playboy» под названием «The World of Heart’s Desire» («Мир его стремлений»). Антиутопия с философским подтекстом о воспоминаниях, об осознании счастья человеком, у которого всё потеряно из-за великой трагедии.

## Сюжет
Уэйн попадает в лавку миров, представляющую собой хижину-развалюху, где встречается со стариком Томпкинсом. Томпкинс объясняет ему, что после оплаты услуг он сделает Уэйну инъекцию и с помощью уникального оборудования освободит душу Уэйна от связи с телом и отправит её в один из бесконечных миров-вероятностей Земли. Душа Уэйна сможет выбрать мир и оболочку себе по вкусу, стать богом вроде Вишну или убийцей, отшельником или магнатом и пробыть в этой оболочке один год (Томпсону пока не удалось добиться постоянного эффекта). Однако Уэйну придётся отдать почти всё своё состояние, и этот год будет стоить ему десять лет жизни из-за перенапряжения нервной системы.
Уэйн думает над предложением Томпкинса, возвращаясь к себе домой. Он погружается в семейную жизнь обычного человека с её хлопотами и радостями, работает брокером на бирже. У него жена, сын и дочка. В мире нарастает напряжённость, люди полны смутных страхов возможной войны. Он так и не знает, что ответить Томпкинсу, пока не приходит в себя в его хижине, признаваясь, что это было прекрасное путешествие и он не жалеет, что пришёл в Лавку миров. На вопрос Томпкинса, какой мир тот выбрал, Уэйн отвечает, что выбрал мир недавнего прошлого. Уэйн платит Томпкинсу всем своим состоянием — парой сапог, ножом, мотками проволоки и несколькими банками тушёнки. Он выходит из хижины и видит перед собой искорёженный мир настоящего, наступившего после ядерной войны. Определяя по счётчику Гейгера дезактивированный проход, он спешит к убежищу, чтобы поспеть к вечерней раздаче картофеля и не стать жертвой крысиных стай.

## Дополнительная информация
Рассказ в России известен в четырёх переводах.
Рассказ был озвучен Владом Коппом и DJ Инкогнито в рамках проекта «Модель для сборки».
Также существует прочтение Петра Василевского.